# カイロネイアの戦い
カイロネイアの戦い（カイロネイアのたたかい、ギリシア語: Μάχη της Χαιρώνειας）は、紀元前338年、ボイオティアのカイロネイアにおいて、アルゲアス朝マケドニア王国とアテナイ・テーバイ連合軍の間で戦われた会戦。この戦いは前年から始まった両軍の間の戦争における一大決戦であり、マケドニアに決定的な勝利をもたらした。勝利したマケドニア王ピリッポス2世は広大な支配領域と強力な軍隊、豊富な財力を有する事実上のギリシャの支配者となった。
独立心溢れる多くのギリシャの都市国家は強大化するマケドニアを脅威とみなしており、特にアテナイの弁論家デモステネスがピリッポスの影響下からの脱却を主張した。デモステネスはマケドニアに対する挑発行為を行い、紀元前340年にピリッポスはこれに対抗して宣戦布告を行った。紀元前339年夏にピリッポスはギリシャに対して軍事侵攻し、これに対抗してアテナイとテーバイを中心とした都市国家同盟が形成された。
数か月の膠着状態を経て、ピリッポスはボイオティア方面へ軍を進め、カイロネイアに陣を敷いて待ち受けるアテナイ・テーバイ連合軍との決戦に臨んだ。激戦の末にマケドニア軍はアテナイ・テーバイ両軍の戦列を粉砕して敗走させた。
この戦いは古代世界における最も決定的な勝利となった戦いの一つとされる。アテナイ・テーバイの軍隊は壊滅し、抵抗を続けることは不可能となったため、戦争は瞬く間に終結した。ピリッポスはギリシャの各都市に講和条約を提示し、スパルタを除く全ての都市はそれを受け入れてコリントス同盟が結成され、マケドニアの覇権が確立した。

## 背景

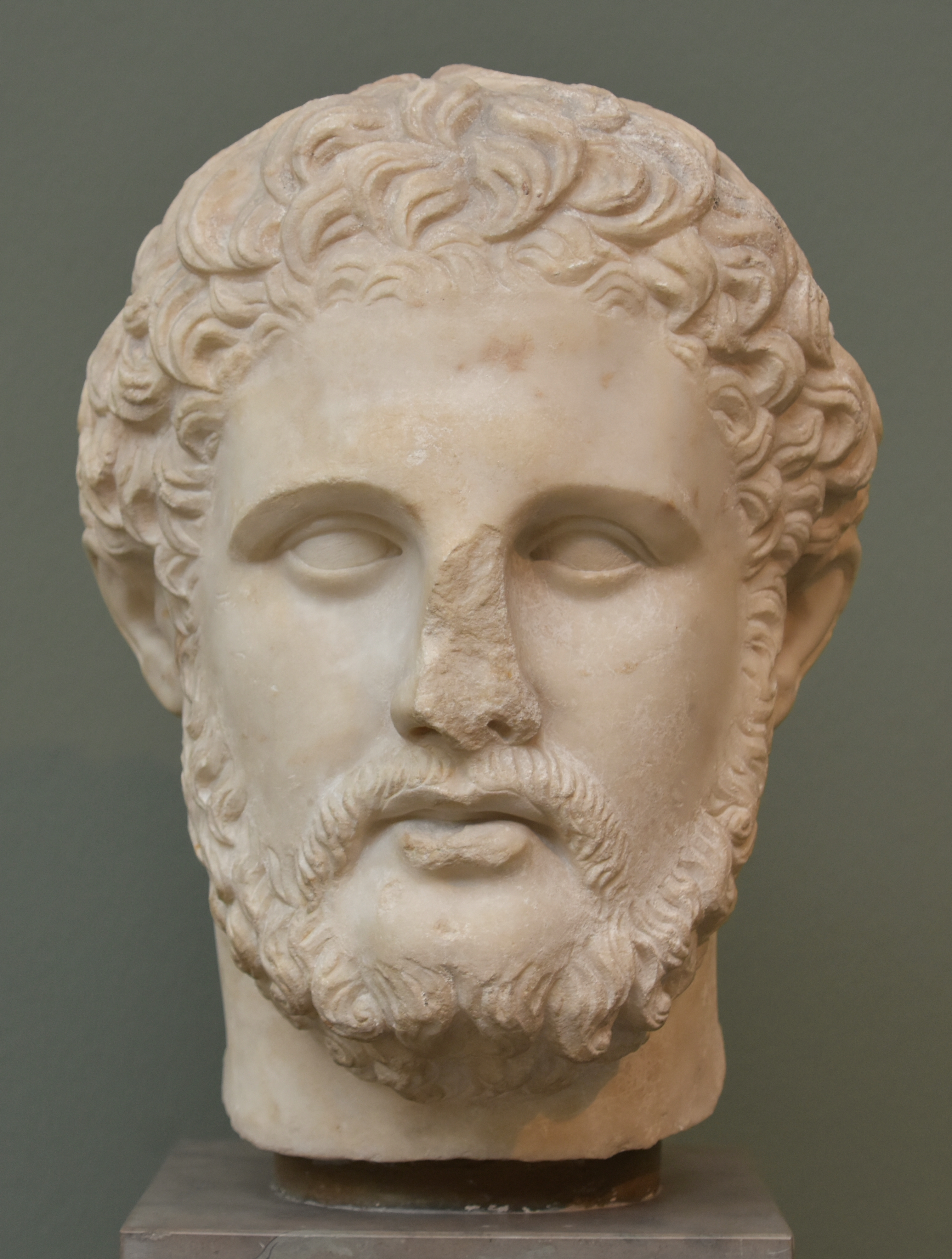
マケドニア王ピリッポス2世の胸像

紀元前359年に即位してからの10年間で、マケドニア王ピリッポス2世は急速に勢力を伸ばし、その勢力範囲はエーゲ海北岸のトラキアやハルキディキ半島に達した。この当時のギリシャの二大都市国家であったアテナイとテーバイはそれぞれアテナイとその同盟市との間の同盟市戦争(紀元前357年-紀元前355年)や、フォキスと他のデルポイの隣保同盟加盟国の間で勃発した第三次神聖戦争に忙殺されており、マケドニアの拡張に十分に対抗することができなかった。
ピリッポスは当初第三次神聖戦争への介入に消極的だったが、テッサリアからの要請を受けて参戦し、紀元前352年のクロコスの戦いでフォキスに対して決定的勝利を収めた。それをきっかけにピリッポスはテッサリアの統治者となりその勢力を高めた。一方で一旦それ以上の神聖戦争への介入を控えた。紀元前346年の初頭、テッサリアと同盟し神聖戦争の中心となっていたテーバイはピリッポスに再びフォキスとの戦いに加わることを求めた。マケドニアの強大さを認識していたフォキスはそれ以上抵抗せず降伏した。ピリッポスはフォキスの処罰について条件が過度に厳しいものにならないように求めたが、フォキスは隣保同盟から追放され、すべての都市が破壊され、50 軒しかない村に再定住させられた。

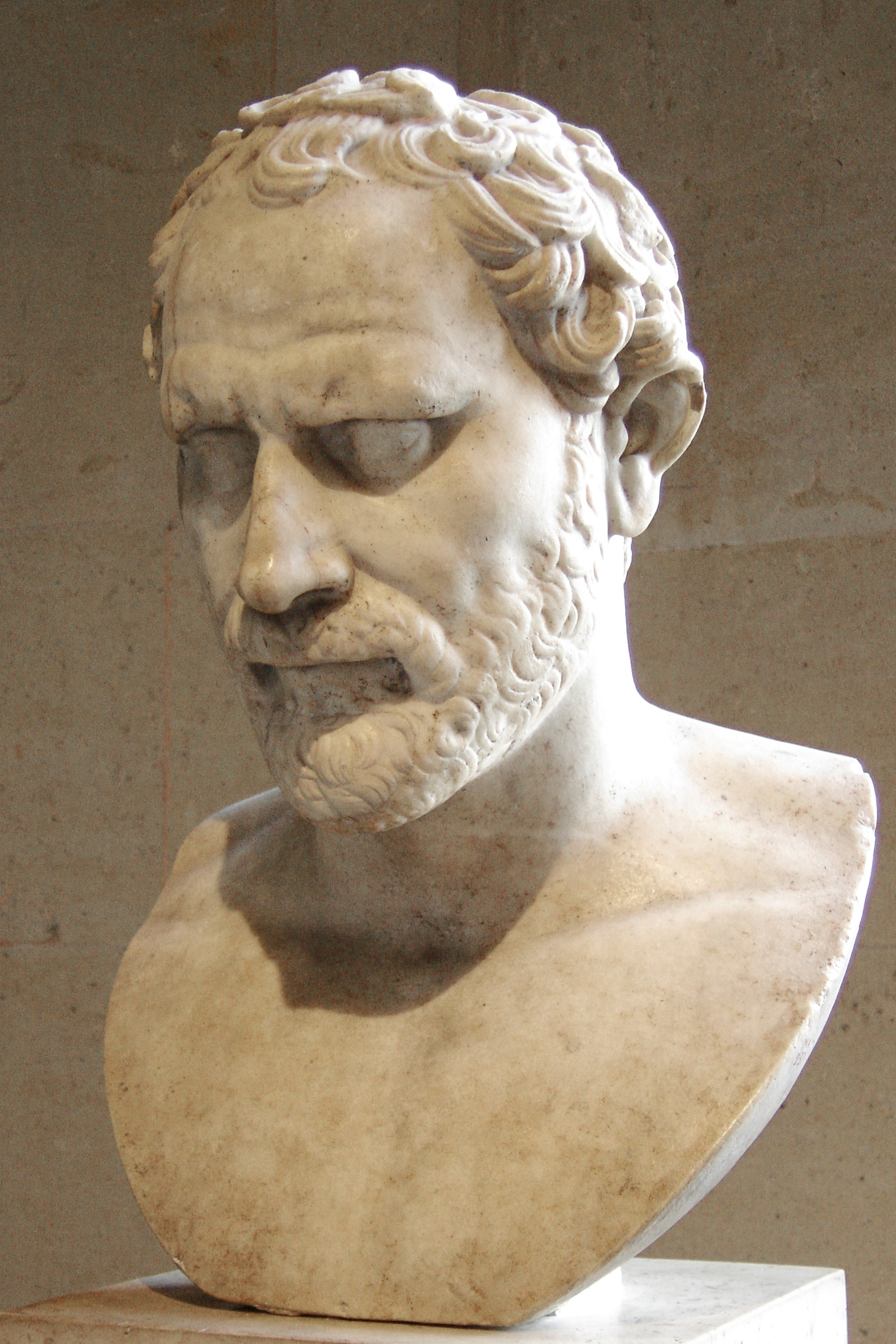
アテナイの弁論家デモステネスの胸像

同時期に戦争の消耗によってマケドニアに対抗できなくなっていたアテナイは和議の必要性を熟考し始めた。しかしながらピリッポスが紀元前346年に神聖戦争に再度介入することが明らかになったとき、アテナイは当初、マケドニア軍が数的優位を活かしにくいテルモピュライの峠を占領して防衛線を敷くことによって、同盟していたフォキスを助けることを計画した。アテナイはかつて同様の作戦によってクロコスの戦いの勝利の後にピリッポスがフォキスを攻撃するのを阻止することに成功していた。これは同時にピリッポスによるアテナイ自身への攻撃を防ぐ狙いでもあった。しかし2月の末にフォキスのファライコス将軍が復権し、アテナイ軍がテルモピュライに近づくことを拒否した。防衛戦略が破綻したアテナイはマケドニアと講和することを余儀なくされた。ピロクラテスの講和と呼ばれるこの平和条約によってアテナイはマケドニアと消極的な同盟国となった。
アテナイ人にとってこの条約はそれほど不利な内容ではなかったが、評判は悪かった。紀元前346年の一連の行動によってピリッポスはギリシャ全土に影響力を広げるとともに平和をもたらしたが、伝統的な都市国家の自由に対する敵対者とみなされるようになった。弁論家にして政治家であったデモステネスはピロクラテスの講和の主要な創案者の一人だったが、合意直後に彼は条約に反対する立場に転じた。数年のうちにデモステネスはアテナイの主戦派の指導者となり、支持者たちと共にマケドニアのあらゆる遠征と行動を口実として、ピリッポスが平和を破っていると主張し続けた。逆に言えば、これは当時のアテナイで平和条約を維持するべきと主張するアイスキネスらも一定の勢力を持っていたことを示している。しかし最終的には主戦派が優勢となり、ピリッポスに対する挑発が始まった。紀元前341年にアテナイのディオペイテス将軍がピリッポスの制止要求を無視してマケドニアと同盟関係にあったカルディアを攻撃した。続いて当時マケドニア軍に包囲されていたビュザンティオンとアテナイが同盟を結んだことによってピリッポスの忍耐は限界を迎え、アテナイに宣戦布告を行った。その直後ピリッポスはビュザンティオンへの包囲を解いており、アテナイへの対処に集中することを決めたのだと考えられている。ピリッポスはスキタイ人への対応を行った後に、アテナイとの戦争の準備に移った。

## 戦いまでの経緯

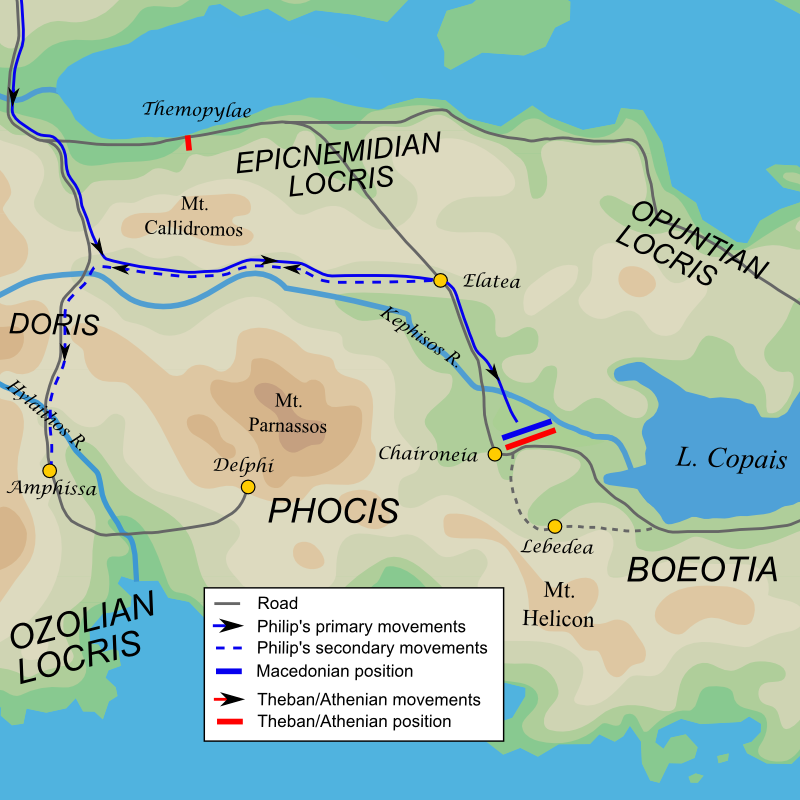
紀元前339-338年におけるピリッポス2世の進軍ルートを示した地図

ピリッポスは同時期に始まった第四次神聖戦争を利用した。ロクリス・オゾリスのアンフィサの市民たちがデルポイの南にあるアポロンの聖域で耕作を始めたことに反発したデルポイの隣保同盟はアンフィサに対する神聖戦争を宣言し、第四次神聖戦争が始まった。テッサリアの代表者は、ピリッポスを隣保同盟軍のリーダーにするべきだと提案し、ピリッポスはギリシャ南部に進軍する口実を得た。
紀元前 339 年の初めに、テーバイ軍はテルモピュライ近くのニカイアの町を占領した。ピリッポスはこれを宣戦布告とは見なさなかったようだが、主要な進軍ルートを遮断される形になった。この時カリドロモス山の肩を越えてフォキスに下る、中央ギリシャへの第二のルートが存在した。アテナイ人とテーバイ人は、この道の存在を忘れていたか、ピリッポスがそれを使用しないと信じていたためこのルートに防衛戦力を配置せず、マケドニア軍が妨害されることなく突破することを許してしまった。
第三次神聖戦争に続いてピリッポスはフォキス人に対して寛容な態度をとり、エラテアに到着すると都市に再居住するよう命じ、数か月でフォキスを復興させた。これにより、ピリッポスはフォキス人の忠誠心を獲得し、ギリシャでの拠点となる新たな同盟国を手にした 。ピリッポスはおそらく紀元前 339 年 11 月にフォキスに到着したが、それから紀元前338 年 8 月まで大規模な戦いは発生しなかった。この期間中にまずピリッポスはアンフィサの問題を解決して隣保同盟評議会への責任を果たした。 彼はフォキスからアンフィサへの道を守っていた 10,000 人の傭兵部隊をだまして持ち場を放棄させ、アンフィサを占領して市民を追放し、デルポイに引き渡した。彼はおそらく同時に、更なる戦争を回避するために外交的決着を試みたが失敗に終わった 。
進軍からわずか3日後、ピリッポスがエラテアに到着したという知らせが届き、アテナイはパニックに陥った  。デモステネスはテーバイとの同盟を模索すべきであると提案し、自ら大使として派遣された。ピリッポスもまたテーバイに使節を送り、彼に味方するか、少なくともマケドニア軍が自由にボイオティアを通過できるようにすることを要求した  。テーバイはまだマケドニアと正式に戦争状態になっていなかったので、紛争を回避する余地は残されていた 。しかし、伝統的にアテナイと敵対していたテーバイは、マケドニア軍の圧力を受ける状況下においてギリシャの自由のためにアテナイと同盟を結ぶことを選んだ  。アテナイ軍はすでに先んじてボイオティア方面に派遣されていたため、同盟の合意から数日以内にテーバイ軍と合流することができた  。
そこからカイロネイアの戦いに至るまでの経緯はほとんど知られていない。いくつかの予備的な小競り合いがあったことは確認でき、ピリッポスはおそらくいずれかの山道からボイオティアへの侵入を試みて撃退されたものと推測されているが、その詳細は残されていない。紀元前 338 年 8 月、ついにマケドニア軍は、フォキスからボイオティアに至る幹線道路を真っ直ぐ行進し、カイロネイアで道を封鎖していた連合軍主力部隊を攻撃した。

## 交戦戦力

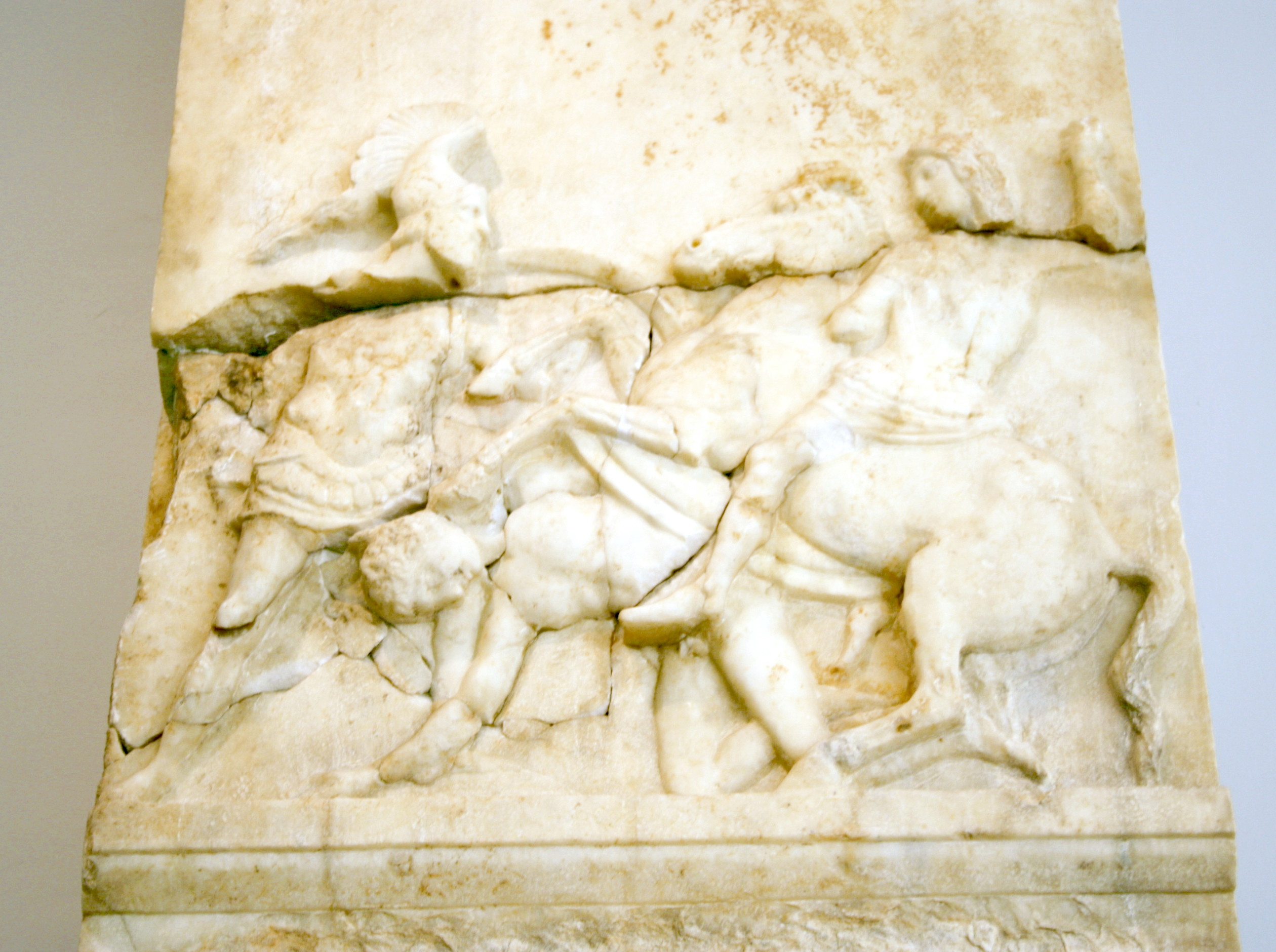
カイロネイアの戦いで戦死したと思われるアテナイの歩兵パンカレスの葬式を描いたレリーフ。

シケリアのディオドロスの記録によれば、マケドニア軍はおよそ 30,000 の歩兵と 2,000 の騎兵であったとされ、この数字は現代の歴史家によって一般的に受け入れられている 。マケドニア軍は、ピリッポス率いる近衛歩兵部隊（ヒュパスピタイ）と軽装歩兵からなる右翼を前に出した斜線陣を敷き、中央には重装歩兵部隊を斜めに並べ、左翼のヘタイロイとテッサリア騎兵部隊と軽装歩兵部隊はアレクサンドロス（後のアレクサンドロス3世）とパルメニオンら経験豊富な将軍が率いた。
連合軍の大部分はアテナイとテーバイから構成されており、他にアカイア、コリントス、カルキス、エピダウロス、メガラ、トロイゼンからの派遣軍団が含まれていた。アテナイ軍は将軍カレスとリシクレスが率い、テーバイ軍はテアゲネスが率いた。連合軍の正確な数は不明だが、現代の見解では、マケドニア軍とほぼ同数であったと見られている。アテナイ軍は左翼、テーバイ軍は右翼、その他の連合軍は中央に布陣し、それらの両脇を軽装歩兵が固めていた。

## 会戦
戦闘自体の詳細な記録は乏しく、シケリアのディオドロスの『歴史叢書』での記述が唯一の正式な記録とされている。それによると、「一度開戦すると戦いは長い間激しく争われ、両軍の多くの兵士が倒れて、しばらくの間は闘争は双方に勝利の希望を与えていた。」。ディオドロスは続けて、若きアレクサンドロスが「父親に己の腕前を示すことを決意した」ことで仲間と共に連合軍の戦線を破ることに成功して右翼を敗走させ、その間にピリッポスが自ら左翼を敗走させたと簡潔に記している。
以下の内容は『歴史叢書』の記録とポリュアイノスの『戦術書』の不確かで断片的な記述を基に暫定的に戦闘の流れをまとめあげたものに基づく。
戦いはピリッポス率いるマケドニア軍右翼の攻撃により始まった。ところが、敵と交戦するやいなやピリッポスは後退した。それを見て自軍が押していると勘違いしたカレス率いるアテナイ軍は前進し、総攻撃を開始した 。この前進により、アテナイ軍とテーバイ軍との間に隙間ができた 。そこへアレクサンドロス率いるヘタイロイが突入し、同時にテッサリア騎兵と最左翼の軽装歩兵もテーバイ軍を側面から攻撃し、テーバイ軍は左右から包囲される形となった。包囲されたテーバイ軍は多くの兵士が討ち死にし、敗走を余儀なくされた。テーバイの精鋭部隊として知られた神聖隊は300人のうちほぼ全員が戦死した。実際にカイロネイアの戦場跡に建てられた神聖隊の墓標とされてきた「カイロネイアのライオン」の発掘調査において254人の神聖隊のものと推定される兵士の遺体が発見されている。
その頃、アテナイ軍はマケドニア軍右翼と中央による逆襲を受け、敗走した。マケドニアの新式ファランクスの前には既存のファランクスなど敵ではなかった。またポリュアイノスは、熟練したマケドニア軍に比べてアテナイ軍が経験で劣ることを把握していたピリッポスが、後退によって総攻撃を遅らせて戦闘を長引かせることで追撃してきたアテナイ軍が疲弊するのを狙っていたのだとしている。
ディオドロスは、この戦いでアテナイ軍とテーバイ軍がそれぞれ 1,000 人以上の戦死者を出し2,000 人以上が捕虜になったと述べている 。
ディオドロスが用いた"仲間"という言葉を基に、一般的にアレクサンドロスがヘタイロイを率いて突撃を行ったと解釈されている 。しかし、これには否定的な見解も存在する。この戦いに関する古代の記録には騎兵隊についての言及が乏しく、連合軍の側面に対して騎兵隊が活動する余地があったようにも見えない。プルタルコスは、アレキサンドロスが「（戦列の右端に配置されたテーバイの精鋭部隊であった）神聖隊を破った最初の人」であると述べている。しかし、プルタルコスは神聖隊が「（マケドニアの）ファランクスの槍と向かい合っていた」とも述べている。槍で武装したテーバイ軍に対する正面からの騎兵隊の突撃が成功した可能性が低いこととあわせて、一部の研究者はアレクサンドロスはカイロネイアでヘタイロイではなくファランクスを指揮していたと主張している。

## その後

コリントス同盟成立後の紀元前336年におけるギリシャ周辺の勢力図

この戦いでマケドニア軍に対抗できる軍隊が消滅したため、戦争は事実上終結した 。ピリッポスは次なるペルシア遠征で各都市から協力を得ることを望んでいたため、さらなる戦闘を避け各都市に講和を求めた。ピリッポスはテーバイとアテナイを降伏させたが、アテナイに対して比較的融和的な態度を取った。これはマケドニアには十分な艦隊がなかったため、ペルシャ遠征でアテナイ海軍の協力を得る必要があったためとする歴史家もいるが、その後のマケドニアの東方遠征でアテナイ海軍は大きな役割を与えられておらず、アテナイがフィリッポスの崇拝するギリシア文化の中心地であったからであるとする歴史家もいる。
ピリッポスは戦いの後の数ヶ月を敵対した都市との講和、紛争に不参加だったスパルタへの対処、ギリシャ各地へのマケドニア軍の配置に費やした。彼の行動は各都市にマケドニアと敵対するべきではないという考えを広めるための示威行為として役立ったと思われる 。紀元前337年の後半、ピリッポスが主導して結成されたコリントス同盟（ヘラス同盟）にスパルタを除くすべての都市が加盟して、マケドニアの覇権が確立した。コリントス同盟のすべての加盟国は相互の同盟に加えてマケドニアと同盟を結んだ。また、すべての加盟国は攻撃からの自由、航行の自由、および内政への干渉からの自由を保証された。ピリッポスと各地に駐留するマケドニアの守備隊は、「平和の番人」としての地位を認められた。ピリッポスの命令で同盟はペルシアに宣戦布告し、軍事指導者にピリッポスを選出した。
ピリッポスはパルメニオンを先遣隊として小アジアへ送るなど準備を進めていたが、紀元前336年に暗殺された。その後はアレクサンドロスが王位に就いた。弱冠20歳のこの新王に対し、テーバイは再度反旗を翻したが、敗れ、都市は破壊された。そして、重臣アンティパトロスにアテナイへ講和の交渉と戦死者の亡骸を返すための大使（紀元前337年 - 紀元前336年）に任命させ、後方ギリシアへの憂いを除いた後に紀元前334年に彼は父の夢だったペルシア遠征へ向かった。